# قاچاق جنسی در فیلیپین
قاچاق جنسی در فیلیپین به معنای قاچاق انسان با هدف بهره‌کشی جنسی و بردگی است که در جمهوری فیلیپین رخ می‌دهد. فیلیپین کشوری مبدأ و، تا حدی کمتر، مقصد و گذرگاهی برای افراد قاچاق‌شده با هدف استثمار جنسی است.
شهروندان فیلیپینی، به‌ویژه زنان و دختران، به استان‌های مختلف فیلیپین و همچنین سایر کشورهای آسیایی و قاره‌های دیگر با هدف قاچاق جنسی منتقل شده‌اند. برخی از آنان با استفاده از ویزاهای دانشجویی، کارآموزی و برنامه‌های تبادل، قاچاق می‌شوند. کودکان، افراد فقیر و کم‌سواد از جمله گروه‌های آسیب‌پذیر هستند. گروه‌های بومی و افرادی که در اثر طوفان، درگیری و خشونت آواره شده‌اند نیز در معرض خطر بیشتری قرار دارند.
قربانیان قاچاق جنسی فریب خورده و به فحشا، ازدواج‌های اجباری، بارداری‌های ناخواسته و کار اجباری وادار می‌شوند. مدارک هویتی و گذرنامه‌های آنان اغلب توقیف شده و با تهدید، حبس و شکنجه‌های جسمی و روانی روبه‌رو می‌شوند. بسیاری از آنان دچار اختلال استرس پس از سانحه و کابوس‌های مداوم می‌شوند. تجاوزهای مکرر منجر به بیماری‌های مقاربتی شده و سوءتغذیه، شرایط نامناسب زندگی و اتاق‌های کوچک و بدون تهویه از مشکلات رایج آنان است.
قاچاق جنسی سایبری و سوءاستفاده از قربانیان در فیلم‌های پورنوگرافی، از معضلات جدی در فیلیپین به‌شمار می‌رود. برخی از قربانیان به انجام اعمال جنسی در مقابل دوربین‌های زنده وادار شده و حتی به اعمال غیراخلاقی مانند حیوان‌گرایی (بستیالیتی) مجبور شده‌اند. قاچاقچیان از اینترنت، شبکه‌های اجتماعی، اپلیکیشن‌ها و ایمیل برای به دام انداختن قربانیان خود استفاده می‌کنند.
مقامات و نیروهای پلیس در قاچاق جنسی همدست بوده‌اند. تعداد قابل‌توجهی از قاچاقچیان عضو باندهای جنایی هستند یا توسط این گروه‌ها حمایت می‌شوند. برخی از مقامات و کارکنان دولتی، همچنین اتباع خارجی، از قاچاق جنسی در فیلیپین سود برده‌اند. در برخی موارد، عاملان این جنایت از میان اعضای خانواده و دوستان قربانیان هستند. همچنین، پدوفیل‌ها برای بهره‌کشی جنسی از کودکان به این کشور سفر می‌کنند.
ابعاد قاچاق جنسی در فیلیپین به دلیل کمبود داده‌ها به‌سختی قابل ارزیابی است. فساد در این کشور گسترده است. دولت به دلیل اجرای ضعیف قوانین ضد قاچاق جنسی در برخی مناطق و همچنین ناکافی بودن حمایت‌ها و خدمات بازپروری برای قربانیان مورد انتقاد قرار گرفته است.

## قاچاق جنسی سایبری
صندوق کودکان سازمان ملل متحد (یونیسف) فیلیپین را به‌عنوان کانون جهانی قاچاق جنسی سایبری شناسایی کرده است. دفتر جرایم سایبری در وزارت دادگستری فیلیپین صدها هزار گزارش دربارهٔ ویدیوها و تصاویر کودکان فیلیپینی که مورد سوءاستفاده جنسی قرار گرفته‌اند دریافت می‌کند. پلیس ملی فیلیپین، به همراه مرکز حمایت از زنان و کودکان (WCPC)، مرکز جرایم اینترنتی علیه کودکان فیلیپین (PICACC), شورای بین‌سازمانی مبارزه با قاچاق انسان در فیلیپین (IACAT)، وزارت دادگستری فیلیپین و وزارت رفاه و توسعه اجتماعی با قاچاق جنسی سایبری در کشور مقابله می‌کنند. «رانچو نی کریستو» در سبو یک مرکز نگهداری ویژه برای توان‌بخشی کودکانی است که قربانی سوءاستفاده جنسی از طریق پخش زنده اینترنتی شده‌اند. در این مرکز، کودکان از غذا، مراقبت‌های پزشکی، مشاوره، راهنمایی و آموزش مهارت‌های زندگی بهره‌مند می‌شوند.

## بارهای جوسی (کافه‌های همراهی)
زنان و دختران فیلیپینی از فیلیپین به کره جنوبی قاچاق شده و به بردگان جنسی در «بارهای جوسی» تبدیل می‌شوند؛ مکان‌هایی که به نیروهای نظامی و پیمانکاران وابسته به نیروهای آمریکایی مستقر در کره خدمات ارائه می‌دهند.
توضیح: «بار جوسی» به مکان‌هایی گفته می‌شود که در آن‌ها زنان (اغلب مهاجران) مشتریان را تشویق می‌کنند تا نوشیدنی‌های گران‌قیمت بخرند.

## سازمان‌های غیردولتی
Destiny Rescue Pilipinas، یکی از بخش‌های عملیاتی سازمان بین‌المللی Destiny Rescue، به نجات قربانیان قاچاق جنسی در فیلیپین می‌پردازد.
سازمان بین‌المللی عدالت (IJM) برای مقابله با قاچاق سایبری جنسی در فیلیپین فعالیت می‌کند.